# Canson
Canson est une entreprise française de papeterie basée à Annonay (Ardèche) et faisant partie, depuis le 6 octobre 2016, du groupe italien FILA Group SpA.

## Historique

### Les origines
L'entreprise Canson est issue d'une tradition familiale de plusieurs siècles. Jean Montgolfier, fait prisonnier lors des croisades à Damas, aurait, au XIIe siècle, apprit à fabriquer du papier. Après son évasion, il aurait rapporté le secret en Europe, se serait installé dans la production de papier, afin de remplacer le parchemin.

### Annonay, un creuset pour l'industrie papetière et pour la première montgolfière
En 1557, une papeterie s'installe à Vidalon-lès-Annonay, sur le bord de la Deûme, rivière qui descend du Mont Pilat et dont l'eau claire permet de fabriquer des pâtes à papier bien blanches. En 1689, Antoine Chelles acquiert le moulin de Vidalon-lès-Annonay. Originaire du Beaujolais, il est ami avec Jean Montgolfier qui exploite le moulin de Réveillon à Beaujeu. Jean Montgolfier lui envoie ses deux fils dans le but de parfaire leur métier.
Michel et Raymond Montgolfier se marient rapidement avec des filles du maître des lieux, Françoise et Marguerite Chelles. L'histoire de Canson se confond avec celle de la famille Montgolfier, qui s'est illustrée par son activité dans le domaine de la papeterie, mais aussi par la conception de la première montgolfière, en 1782, dont l'enveloppe était constituée de papier issu d'une de ses fabriques. Le logo de Canson représente encore aujourd'hui une montgolfière. Cette alliance signe l’enracinement des Montgolfier en Vivarais.
Pierre Montgolfier (1700-1793), fils de Raymond, est un industriel tourné vers l'avenir et la modernisation de la profession, et sous son action, les moulins de Vidalon connaissent un essor considérable. C'est lui, notamment, qui installe des piles à cylindres hollandais pour remplacer les antiques maillets.
Parmi les seize enfants de Pierre Montgolfier, se trouve Joseph-Michel Montgolfier à l'origine de nombreuses inventions comme le Bleu de Prusse qui donnera au papier la couleur tant recherchée[réf. nécessaire]. Il invente le bélier hydraulique, qui permet d'élever l'eau « à toutes les hauteurs et d'un seul jet » sans utiliser d'autre force motrice. Avec son frère Jacques-Étienne Montgolfier, il invente la première montgolfière, dont l'enveloppe était constituée de papier issu d'une de leurs fabriques, et qui s'élève dans la cour de la manufacture de Vidalon le 14 décembre 1782 (Une stèle existe toujours à l'endroit de ce premier envol, près de la maison natale de Joseph et Étienne). Le logo de Canson représente encore aujourd'hui une montgolfière.
En 1783, Louis XVI anoblit Pierre Montgolfier et sa famille pour les nombreuses innovations et perfectionnements dont ils font bénéficier l'industrie papetière. L'année suivante, le 19 mars 1784, la papeterie des Montgolfier se voit décerner le titre de Manufacture Royale, titre qui assure le manufacturier contre toute concurrence déloyale ou usurpation de marque.

### Barthélémy Barou de la Lombardière de Canson, l'héritier des Montgolfier
En 1798, Étienne de Montgolfier décède. Son gendre, Barthélémy Barou de La Lombardière de Canson (1774-1859), lui succède par son mariage avec Alexandrine et en 1801 l'entreprise devient « Montgolfier et Canson », puis « Canson-Montgolfier » en 1807.
Barthélémy de Canson développe les manufactures et met au point de nombreux procédés techniques : coloration en pâte, machine à papier en continu, caisse aspirante pour accélération de l'égouttage de la feuille en formation, le collage en pâte… Il invente aussi le papier calque (ou papier végétal à calquer à l'époque) en 1807, pour les 250 ans de la fabrique grâce à un procédé de très fort raffinage de la pâte à papier, pour faire disparaître les éléments qui rendent le papier opaque, ainsi qu'un calandrage supplémentaire. Il fait installer la première machine Robert, vers 1820. Une société anonyme voit le jour en 1881 sous la marque commerciale Anciennes Manufactures Canson & Montgolfier.
En 1853, les papeteries Canson inventent un papier photographique positif et négatif, pour lequel de nombreux brevets seront accordés en France et à l'étranger. Ce procédé simplifie les opérations de tirage tout en étant d'un coût inférieur et en permettant des noirs de qualité.

### Canson, le papier des artistes
Canson créa spécialement pour Jean-Auguste-Dominique Ingres, ami d'Adelaïde de Montgolfier, fille d'Étienne de Montgolfier, un papier à dessin vergé.
En 1910, Gaspard Maillol met au point, pour son oncle Aristide Maillol, un papier adapté aux exigences de l'artiste. Il installe sa petite fabrique dans le hameau de Montval près de Marly-le-Roi. La guerre de 1914-1918 interrompt ses travaux. Lorsqu'il rentre chez lui en 1919, Gaspard Maillol s'aperçoit que son matériel a été dispersé. Il se tourne alors vers les papeteries Canson et Montgolfier pour lui fabriquer les « Papiers Montval », qui font toujours partie de la gamme de l'entreprise.
Beaucoup de grands artistes ont utilisé les papiers Canson : Edgar Degas, Joan Miró, Fernand Léger, Marc Chagall, Picasso…

### LeXXesiècle
En 1926, Canson se développe en créant une filiale à New York aux États-Unis, qui se situe aujourd'hui à South Hadley, Massachusetts.
En 1947, elle crée la pochette de feuilles à dessin Canson, en format quart-raisin, afin que les professeurs de dessin ne ploient plus sous le poids des cahiers à corriger et qu'ils puissent exposer les dessins des enfants sur les murs.
En 1956, Blanchet et Kléber de Rives rejoignent les papeteries Johannot d'Annonay, d'Arches et du Marais pour former Arjomari (ARches, JOhannot, MArais, RIves). En 1976, la société Arjomari devient l’actionnaire majoritaire de Canson & Montgolfier. En 1990, Arjomari fusionne avec le groupe Wiggins Teape Appleton pour donner naissance au groupe ArjoWiggins.
En septembre 1986, la mort de Suzanne Barou de la Lombardière de Canson déclenche l'affaire Canson. Cette héritière du papier à dessin Canson meurt en effet dans une villa de La Garde où elle finit sa vie affamée (elle doit même se nourrir de ses excréments), maltraitée et séquestrée, depuis janvier 1986, souffrant de gangrène, par sa compagne Joëlle Pesnel, artiste-peintre et ancienne tenancière de bar de nuit à Toulon, le Kandice Bar. Peu avant sa mort, elle signe un testament désignant Joëlle Pesnel comme sa légataire universelle; trois jours après sa mort, elle fut incinérée. La sœur de Suzanne, Jeanne Deschamps, porte plainte l'année suivante. L'enquête révèle une escroquerie avec captation de son héritage et vente frauduleuse au Louvre d'un de ses tableaux, Le Gentilhomme sévillan de Murillo, transaction complexe dans laquelle intervient l'avocat Paul Lombard,,,.
En janvier 2007, Canson passe sous le giron du groupe papetier français Hamelin déjà propriétaire des marques Oxford et Elba, et spécialisée dans les articles de classements, les cahiers et le dessin et les arts graphiques.
6 octobre 2016 : Canson est revendu au groupe italien Fila (articles d'écritures, de dessin) au prix de 85 millions d'euros. Au travers de cette acquisition, le groupe italien coté à la bourse de Milan (275 millions d’euros de chiffre d’affaires en 2015 avec 6 000 salariés, 14 unités de production et 22 filiales dans le monde) consolide sa position dans le secteur des beaux-arts (ayant aussi repris les firmes anglaises Saint-Cuthberts et Daler-Rowney).

## Le logo Canson
En 1784, lorsque la manufacture devient manufacture royale, la papeterie prend devise et armoiries. Ces dernières rappellent le blason d'Annonay (échiqueté d'or et de gueule, c'est dire en damier jaune et rouge), l'invention de la montgolfière par Joseph et Étienne, ainsi que la fabrication du papier, notamment le velin. La devise Ite per Orbem (Allez par le monde) évoque la diffusion, déjà internationale, des papiers Montgolfier.

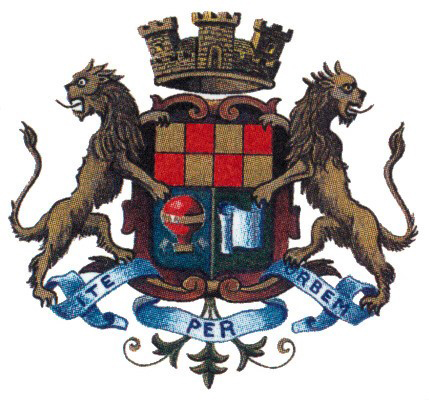
Les armoiries des Manufactures royales Montgolfier en 1784.

Le logo de Canson a ensuite évolué plus clairement vers une montgolfière et des feuilles de papier, jusqu'au logo d'aujourd'hui qui montre une montgolfière stylisée.

## Marques et produits
De nombreux produits ont été créés par l'entreprise au cours de ses 450 années d'existence
- L'Aquarelle Canson Heritage : papier aquarelle 100% coton fabriqué sur forme ronde
- Montval : une gamme de produits pour l'aquarelle
- Moulin du Roy : une gamme de produits pour l'aquarelle 100% coton
- Mi-Teintes : un papier couleur notamment utilisé par les pastellistes et les écoliers. Il doit son nom aux couleurs mises au point en demi-teintes, afin d'augmenter la variété de la gamme[19].
- Ingres Vidalon : un papier vergé
- Lavis technique : papier lisse pour le dessin de précision au crayon et à la plume et le lavis à l'encre de Chine
- C à Grain : un papier au grain fin pour le dessin au crayon et à l'encre ou la gouache selon les différents grammages.
- 1557 : un papier au grain léger pour le dessin
- Figueras : un papier pour la peinture à l'huile
- Infinity : des papiers pour l'édition et la photographie d'art numérique
- XL : des carnets pour les étudiants[20]

## Fonds Canson pour l'Art et le Papier
En 2010, le groupe Hamelin et l'entreprise Canson créent le Fonds Canson pour l'Art et le Papier. L'objectif de ce fonds est de mettre en place des actions de mécénat en faveur des artistes dont le support principal de création est le papier. Son action principale est la remise du Prix Canson, à un talent émergent, dont la recherche et le travail avec le papier sont remarquables.
En 2010, le prix Canson a été décerné pour la première fois au dessinateur Fabien Mérelle, par un jury présidé par Gérard Garouste. En 2011, c'est à Ronald Cornelissen, artiste néerlandais, que revient le Prix Canson. La lauréate du Prix Canson 2013 est Virginia Chihota, une jeune artiste zimbabwéenne dont les dessins explorent les relations entre les humains et en particulier la haine, le silence et l'indifférence. En 2014, c'est le duo d'artistes Simon Evans (né à Londres) et Sarah Lannan (née aux États-Unis) qui a remporté le Prix Canson. Le jury a récompensé une œuvre qui mêle poésie et écriture,. En 2015, c'est l'artiste argentin Adrián Villar Rojas qui a remporté le Prix et en 2016 la Nigériane Njideka Akunyili Crosby.
Le Fonds Canson pour l'Art et le Papier a été dissous en 2016.

## Canson et le Louvre
Depuis 2010, Canson est mécène du musée du Louvre. L'entreprise soutient le site Internet du musée, la numérisation de la collection du département des Arts Graphiques. Elle a également mécéné une exposition présentée par le Louvre et Canson de juin à septembre 2011 Le Papier à l’œuvre, sur le thème du papier, de ses interactions avec les artistes et des grandes techniques du travail du papier. Plusieurs œuvres sur papier Canson étaient présentées comme le Nu bleu IV de Henri Matisse et Combustion, mèche noire et traces de brûlures sur papier Canson II de Christian Jaccard,.
En 2017, grâce au mécénat Canson, le pastel Le portrait de la marquise de Pompadour de Quentin de la Tour est restauré.